# Heteropoda buxa
Heteropoda buxa är en spindelart som beskrevs av Saha, Biswas och Dinendra Raychaudhuri 1995. Heteropoda buxa ingår i släktet Heteropoda och familjen jättekrabbspindlar. Inga underarter finns listade i Catalogue of Life.